# مری کاتس
مری استل الیزابت کاتس (۱۶ سپتامبر 1814). – ۱۴ ژوئیه ۱۸۵۶) یک جامعه‌شناس، مورخ آماتور و خاطره‌نویس آمریکایی بود. او مکرراً با دالی مدیسون نامه رد و بدل می‌کرد و پس از مرگ مدیسون در سال ۱۸۴۹، هفت سال آخر عمر خود را صرف نوشتن و تلاش برای انتشار خاطراتش کرد. این خاطرات شامل اطلاعات بیوگرافی مدیسون بود و در سال ۱۸۸۶ با عنوان خاطرات و نامه‌های دالی مدیسون، همسر جیمز مدیسون، رئیس‌جمهور ایالات متحده توسط لوسیا بی. کاتز با ویرایش فراوان منتشر شد. این اثر برای بیش از یک قرن معیار زندگی مدیسون بود.

## زندگی‌نامه
مری استل الیزابت کاتس در واشینگتن دی سی در ۱۶ سپتامبر ۱۸۱۴ به دنبا آمد. او ششمین فرزند از هفت فرزند خانواده بود و با برادر کوچکترش ریچارد و خواهرش دالی رابطه بهتری داشت. عمه کاتس، دالی مدیسون، همسر جیمز مدیسون بود.

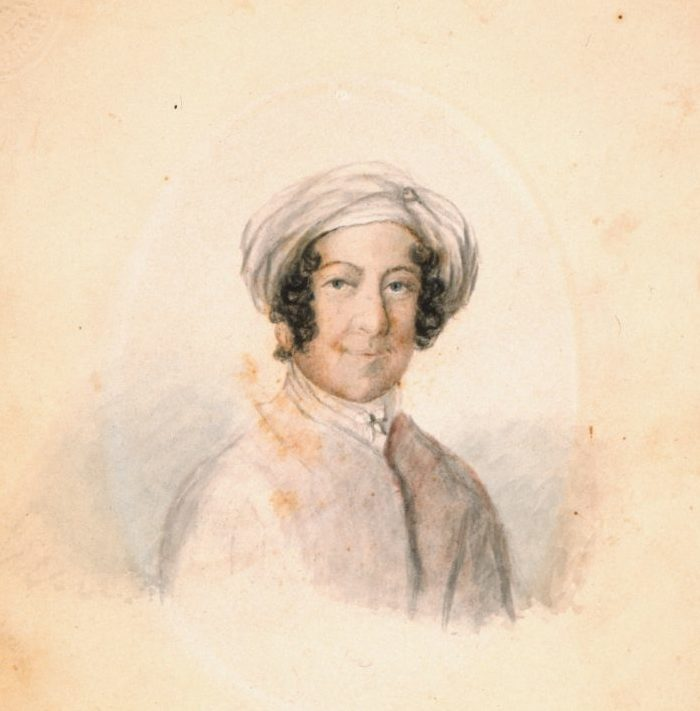
دالی مدیسون نقاشی شده توسط مری کاتس c. 1840

در طول دهه ۱۸۳۰، مری و خواهرش، دالی پین کاتس، در واشینگتن دی سی زندگی می‌کردند و زمان زیادی را با عمه خود سپری می‌کردند. مورخ کاترین آلگور مدیسون را به عنوان «مادر و بهترین دوست» دختران توصیف می‌کند. او به مری کاتس در به دست آوردن امضا در یک کتاب خودکار کمک کرد و آنها را در مورد رفتار صحیح در موقعیت‌های اجتماعی و زندگی عمومی راهنمایی می‌کرد. دختران کاتس نامه‌های متعددی به مدیسون نوشتند و هدایا و اخبار را برای او می‌فرستادند. مری در خانه درس خوانده بود و یک نقاش آماتور بود و چهره‌هایی از جمله عمه اش را می‌کشید. آنا کاتس، مادر مری، در اوت ۱۸۳۲ درگذشت. 